# 관저
관저(官邸)는 정부에서 장관급 이상의 고관(高官)들이 살도록 마련한 집인데, 주로 총리 및 공화국의 국가 원수, 해외 주재 대사가 공무상 거처하는 집을 가리킨다.
영어로는 Official residence로 번역되나 관저와 완전히 동일한 개념은 아닌데, Official residence가 군주와 고위 공직자의 구분 없이 '공식 거처'를 나타낸다면, 官邸는 '고위 공직자(官)의 거처(邸)'를 뜻하기 때문이다. 따라서 한자 문화권에서 군주의 거처는 궁전으로 표현한다.
호프부르크 왕궁, 퀴리날레 궁전과 같이 한때 왕궁으로 쓰였으나, 공화국이 들어서면서 대통령 관저로 사용되고 있는 건물을 포함한다.
- 러시아 - 모스크바 크렘린(러시아어: Московский Кремль)
- 미국 - 백악관(영어: White House)
- 슬로바키아 - 그라살코비흐 궁전(슬로바키아어: Grasalkovičov palác)
- 오스트리아 - 호프부르크 왕궁(독일어: Hofburg)
- 체코 - 프라하 성(체코어: Pražský hrad)
- 이탈리아 - 퀴리날레 궁전(이탈리아어: Palazzo del Quirinale)
- 스페인 - 마드리드 왕궁(스페인어:  Palacio Real de Madrid)
- 포르투갈 - 벨렝 궁전(포르투갈어: Palácio Nacional de Belém)
- 아르헨티나 - 카사 로사다(스페인어: Casa Rosada)
- 브라질 - 팔라시우 두 플라나우투(포르투갈어: Palácio do Planalto)
- 인도네시아 - 보고르 궁전(인도네시아어: Istana Bogor)
- 중화인민공화국 - 중난하이(중국어: 中南海)
- 베트남 - 주석궁(베트남어: Phủ Chủ tịch)
- 페루 - 페루 대통령궁(스페인어: Palacio de Gobierno)
- 프랑스 - 엘리제 궁전(프랑스어: Palais de l'Élysée)
- 캐나다 - 리도 홀(영어: Rideau Hall)
- 독일 - 독일 총리관저(독일어: Bundeskanzleramt)
- 영국 - 버킹엄 궁전(영어: Buckingham Palace)
- 일본 - 총리대신 관저(일본어: 總理大臣 官邸)
- 미얀마 - 대통령궁(버마어: သမ္မတနန်းတော)
- 싱가포르 - 이스타나 왕궁(말레이어: Istana)

## 옛 관저
- 나치 독일 - 총통관저(독일어: Neue Reichskanzlei)
- 북베트남 - 호찌민 관저(베트남어: Khu di tích Phủ Chủ tịch)
- 남베트남 - 독립궁(베트남어: Dinh Độc Lập)
- 쿠바 - 구 대통령관저 (현 혁명박물관 (쿠바))

## 같이 보기
- 성 (건축)
- 궁전 목록
- 궁전
- 대통령궁 목록